# Creidhne
Creidhne (lub Crédne) – w mitologii irlandzkiej syn Brigid i Tuireanna.
Należał do ludu Tuatha de Danaan. Był bogiem metalurgii, i razem z Goibhniu i Luchtą tworzył  
na trí dée Dána - trójcę bogów rzemiosła. Kuł z brązu, mosiądzu i złota broń do walki przeciw Fomorianom. Według jednego z podań miał utonąć podczas transportu złota z Hiszpanii do Irlandii.
Często myli się go z irlandzką wojowniczką o imieniu Creidne walczącą w drużynie Fianny.